# Chemin de fer Tavannes – Le Noirmont
 (décembre 2021).
Si vous disposez d'ouvrages ou d'articles de référence ou si vous connaissez des sites web de qualité traitant du thème abordé ici, merci de compléter l'article en donnant les références utiles à sa vérifiabilité et en les liant à la section « Notes et références ».
Le Chemin de fer Tavannes – Le Noirmont (CTN) est une entreprise ferroviaire créée en 1927 par la fusion de la Compagnie du chemin de fer de Tramelan à Tavannes et de la Compagnie du chemin de fer Tramelan – Breuleux – Noirmont. En absorbant d'autres chemins de fer, elle disparaît en 1944 lors d'une fusion avec la Compagnie du chemin de fer Saignelégier – La Chaux-de-Fonds, la Compagnie du chemin de fer Saignelégier – Glovelier et la Compagnie du chemin de fer Porrentruy – Bonfol  pour laisser place aux Chemins de fer du Jura.

## Chronologie
- Création le 1er janvier 1927 ;
- Disparition le 1er janvier 1944.